# Cantone di Yacuambi
Il cantone di Yacuambi è un cantone dell'Ecuador che si trova nella provincia di Zamora Chinchipe.
Il capoluogo del cantone è 28 de mayo.

## Suddivisione
Il cantone è suddiviso in tre Parrocchie (parroquias):
- Parrocchia urbana: 28 de mayo
- Parrocchie rurali: La Paz, Tutupali.